# Columbus Zoo and Aquarium
Koordinaten: 40° 9′ 18,8″ N, 83° 7′ 2,5″ W
Columbus Zoo and Aquarium, zuweilen abgekürzt Columbus Zoo genannt, ist ein Zoo mit integriertem Aquarium, der sich in Powell, ca. 25 Kilometer nordwestlich von Columbus im Delaware County im US-Bundesstaat Ohio befindet. Die jährliche Besucherzahl beträgt rund 2,2 Millionen. Der Zoo ist Mitglied bei der Association of Zoos and Aquariums (AZA), der Alliance of Marine Mammal Parks and Aquariums (AMMPA) sowie der Zoo and Aquarium Association (ZAA).

## Geschichte
Während der 1920er Jahre besuchten der Bürgermeister von Columbus und eine Gruppe einflussreicher Persönlichkeiten die Stadt St. Louis mit dem Hauptziel, das dortige Wassersystem zu besichtigen. In St. Louis besuchten sie auch den örtlichen Zoo, wo sie die Freude von Kindern erlebten, die mit Affen spielten. Aufgrund dieser Erfahrung erwuchs der Drang, eine ähnliche Einrichtung in ihrer eigenen Stadt zu erschaffen. So wurde die Idee des Columbus-Zoos während dieser Reise geboren. Erste Planungen begannen nach der Rückkehr und im Jahr 1927 wurde der Zoo für die Öffentlichkeit eröffnet.
In den folgenden Jahren wurde eine Vielzahl neuer Anlagen gebaut, ein Aquarium hinzugefügt sowie bestehende Anlagen derart umgestaltet, dass sie den jeweils gültigen Richtlinien einer artgerechten Tierhaltung entsprachen. Seit der Eröffnung zeigen Zoo und Aquarium den Menschen Wildtiere aus der ganzen Welt. 1951 kamen erstmals Westliche Flachlandgorillas in den Zoo. Als 1956 mit Colo ein Jungtier im Columbus Zoo geboren wurde, war dies die erste Gorilla-Geburt in Gefangenschaft weltweit. Colo lebte bis zu ihrem Tod im Jahr 2017 im Zoo in Columbus, war mit einem Alter von 60 Jahren zu diesem Zeitpunkt der älteste in einem Zoo gehaltene Gorilla und wurde danach von dem im Zoologischen Garten Berlin lebenden weiblichen Westlichen Flachlandgorilla Fatou als der Gorilla mit dem höchsten bisher dokumentierten Alter abgelöst. 2020 wurde im Columbus Zoo eine Anlage für Kalifornische Seelöwen (Zalophus californianus) in Betrieb genommen, die mit einem gebogenen 360-Grad-Acryl-Unterwassertunnel ausgestattet ist.

## Tierbestand und Anlagenkonzept
Im Zoo leben auf einer Fläche von rund 234 Hektar ca. 10.000 Tiere in rund 600 Arten. Diese sind überwiegend nach ihren geografischen Vorkommensgebieten gruppiert, wobei Arten, die verträglich in freier Wildbahn zusammenleben, auch im Zoo gemeinsam untergebracht sind. Die Anlagen sind in zehn Bereiche aufgeteilt. Entry Village enthält im Eingangsbereich ein Informations- und Schulungszentrum, ein kleines Theater sowie Andenkenläden. Adventure Cove ist u. a. mit Ohrenrobben besetzt. Das Rides at Adventure Cove ist ein Freizeitgelände mit diversen Fahrgeschäften, die vorwiegend saisonal betrieben werden. North America zeigt Tiere der heimischen Fauna. Im Bereich Polar Frontier leben Bären und Füchse. Heart of Africa ist das Gelände für Steppenbewohner, beispielsweise Gazellen- und Antilopenarten, Zebras, Strauße und Giraffen, die auf großen Freianlagen gehalten werden. Angeschlossen ist das Africa Event Center. Der Bereich Asia Quest zeigt u. a. Indische Elefanten, Panzernashörner und Kleine Pandas. Die Sektion Shores & Aquarium  beinhaltet Fische, Reptilien, Amphibien, Pinguine und Rundschwanzseekühe sowie ein 4-D Theater. Australia & Island zeigt Tiere der australischen Fauna, die teilweise in einem Nachttierhaus untergebracht sind. In erster Linie Primaten, Großkatzen und Okapis sind bei Congo Expedition zu besichtigen. Vogelvolieren sind über alle Bereiche verteilt und zeigen Arten der jeweiligen Region.
Mehrere Restaurants und Souvenirläden befinden sich im gesamten Zoogebiet, die auch für die jeweilige Region ihres Standorts charakteristisch sind. Außer den Fußwegen gibt es wegen der Größe des Geländes drei Transportmittel durch den Zoo. Dazu gehören zwei Schmalspurbahnen und eine Bootsfahrt um die Inseln des im Westteil gelegenen Sees.

## Arterhaltungs- und Schutzprogramme
Gemeinsam mit Ost- und Zentralafrikanischen Partnern gründete der Columbus Zoo 1991 die Organisation Partners in Conservation (PIC), die sowohl Tieren als auch der einheimischen Bevölkerung dienen soll. Drei zentrale Themen wurden intensiv bearbeitet. Im Programm Gorilla Conservation and Health werden die Lebensräume sowohl von Berggorillas (Gorilla beringei beringei) als auch von Östliche Flachlandgorillas (Gorilla beringei graueri) geschützt und die Tiere medizinisch betreut, sofern dies möglich ist. Das Programm Education and Sustainable Livelihoods unterstützt die lokale Bevölkerung, beispielsweise bei der Imkerei, der Forstwirtschaft oder dem Korbflechten. Beim Programm Habitat Conservation and Protection wird der strategische Schutz der Wälder mit Aufforstungs- und Restaurierungsmaßnahmen in den Vordergrund gestellt.
Der Columbus Zoo beteiligt sich auch an Zucht- und Auswilderungsprogrammen bedrohter Tierarten, beispielsweise des Mexikanischen Wolfes (Canis lupus baileyi).

## Galerie
Die folgende Bildreihe zeigt einige Tiere aus dem Bestand des Columbus Zoo and Aquariums.

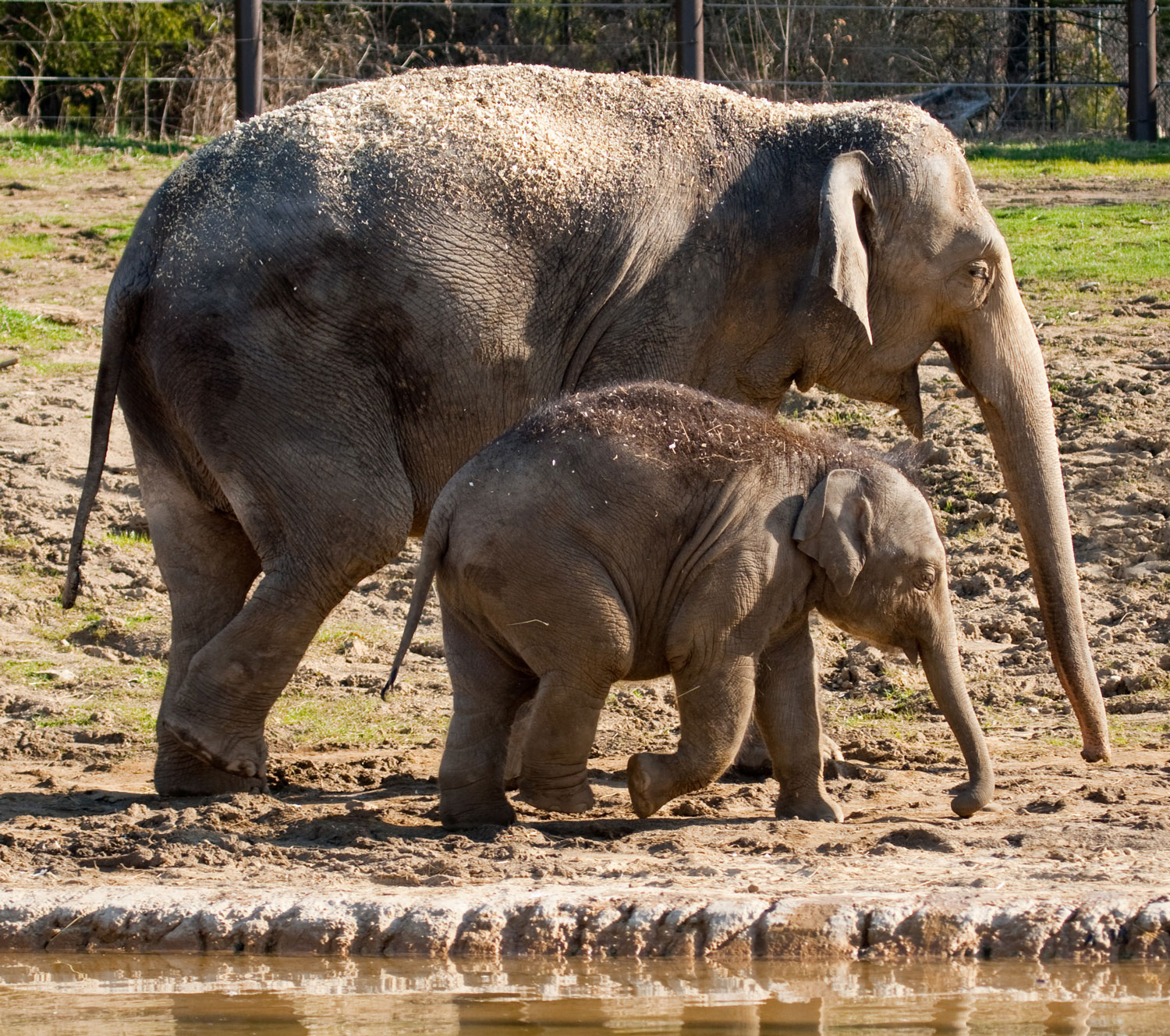
Indischer Elefant mit Jungtier
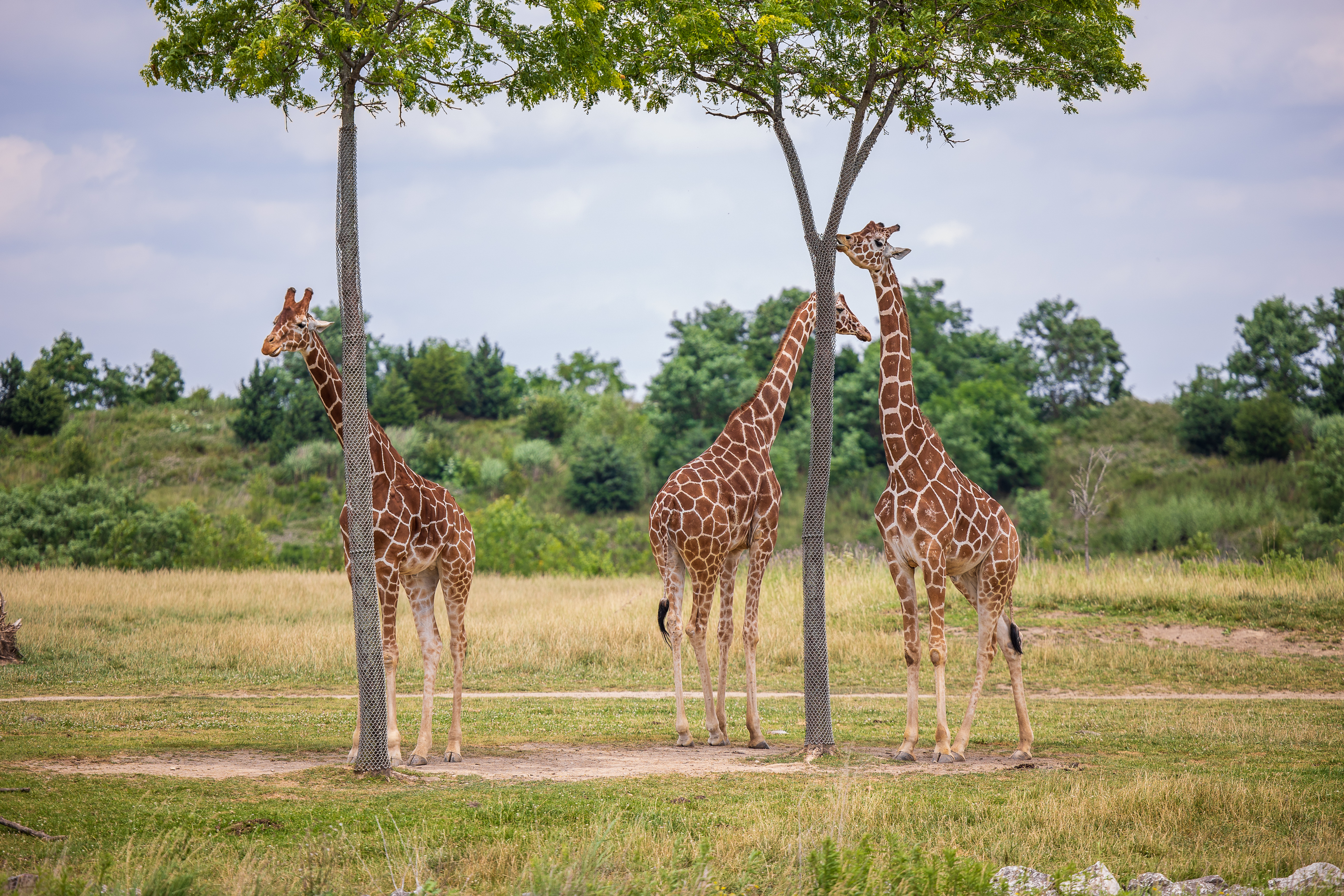
Giraffen
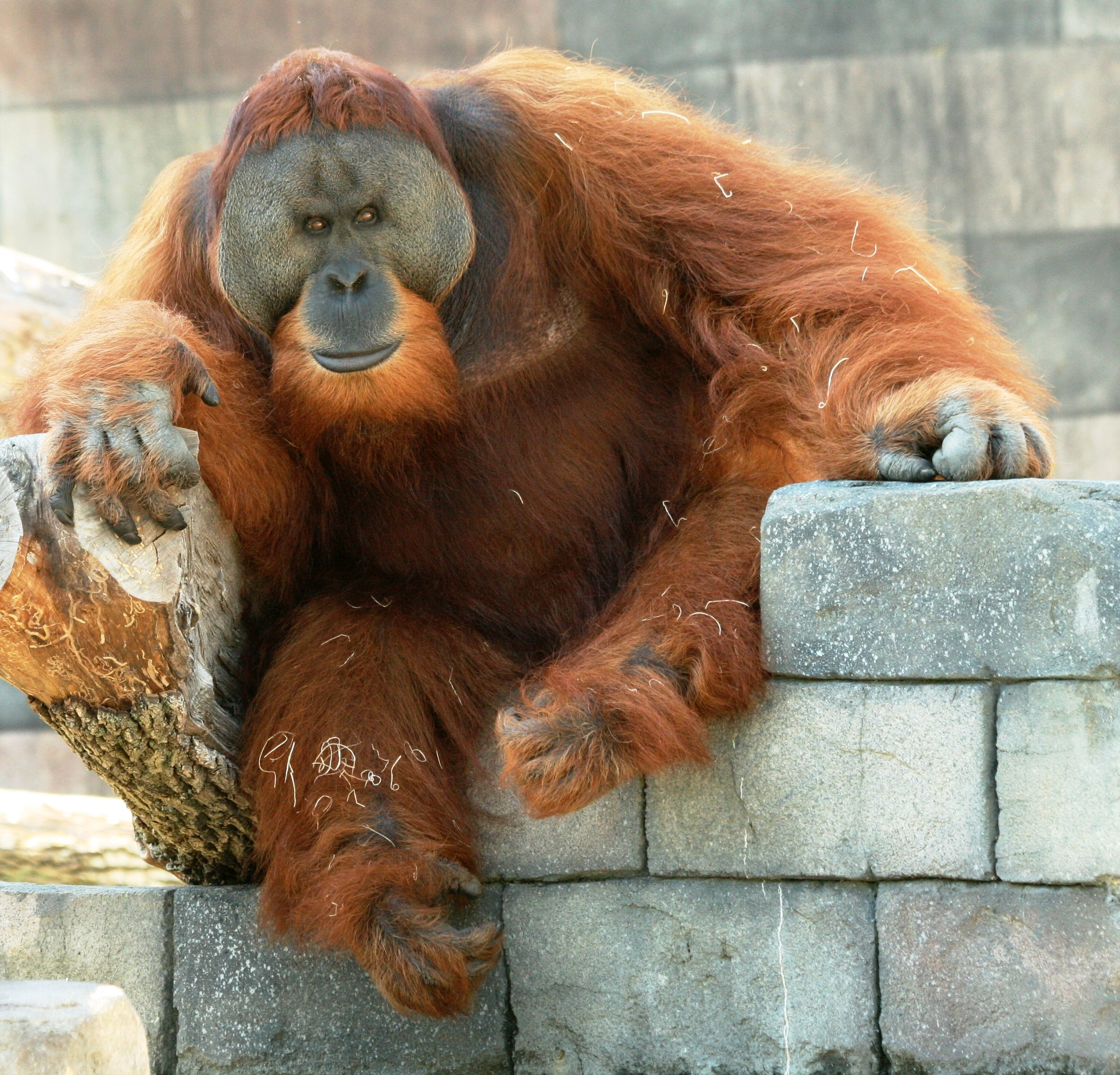
Sumatra-Orang-Utan
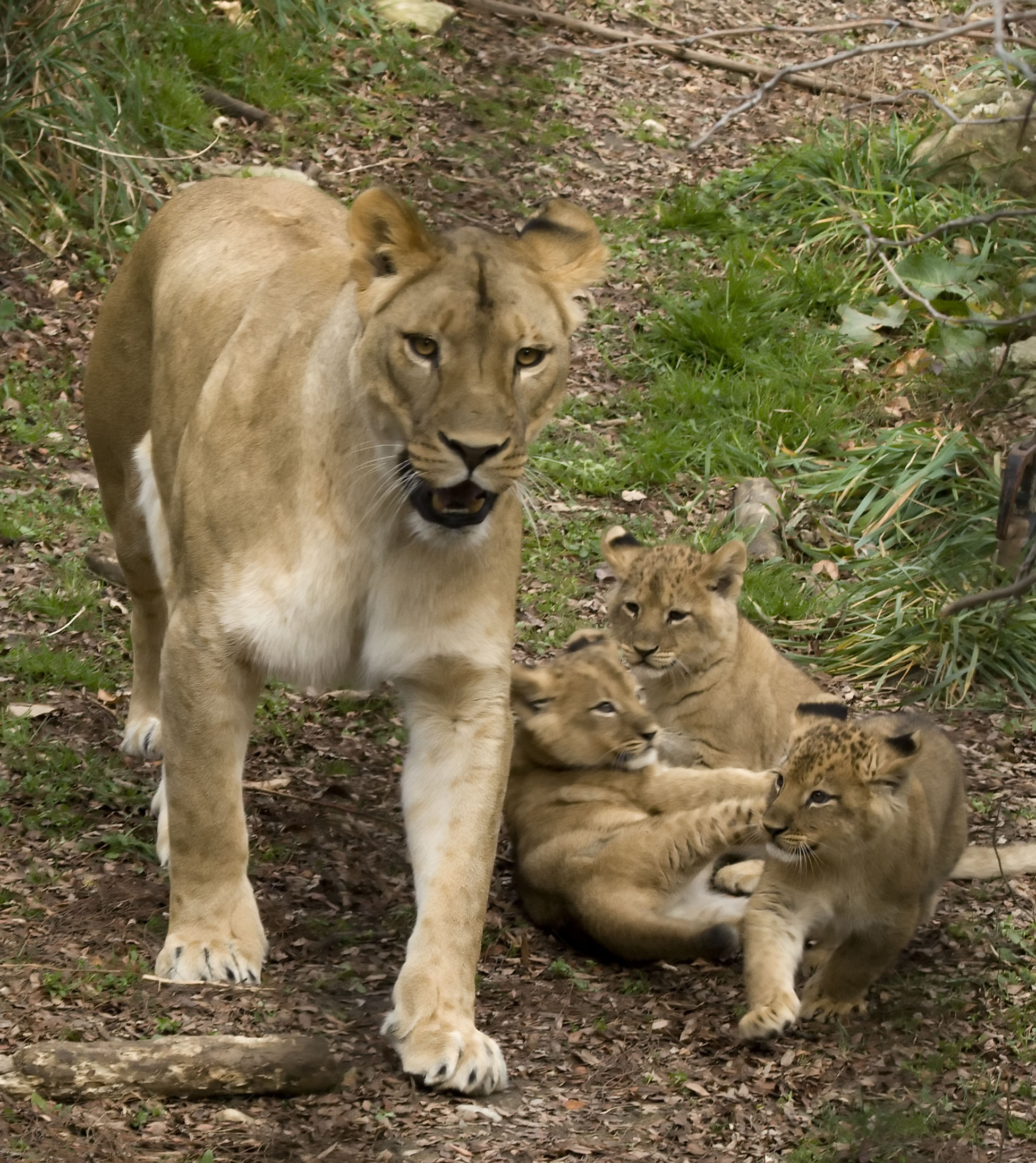
Löwin mit Jungen
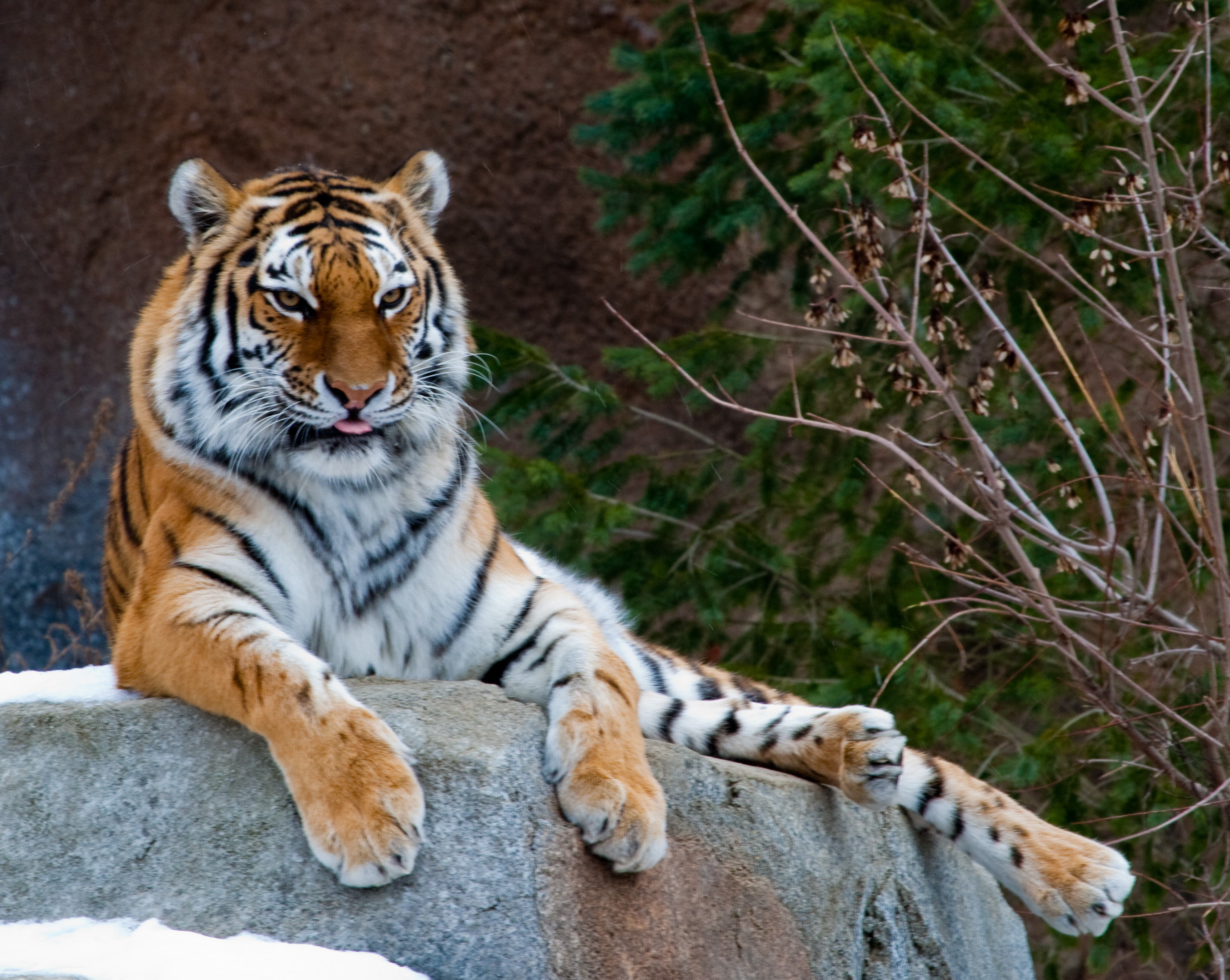
Tiger
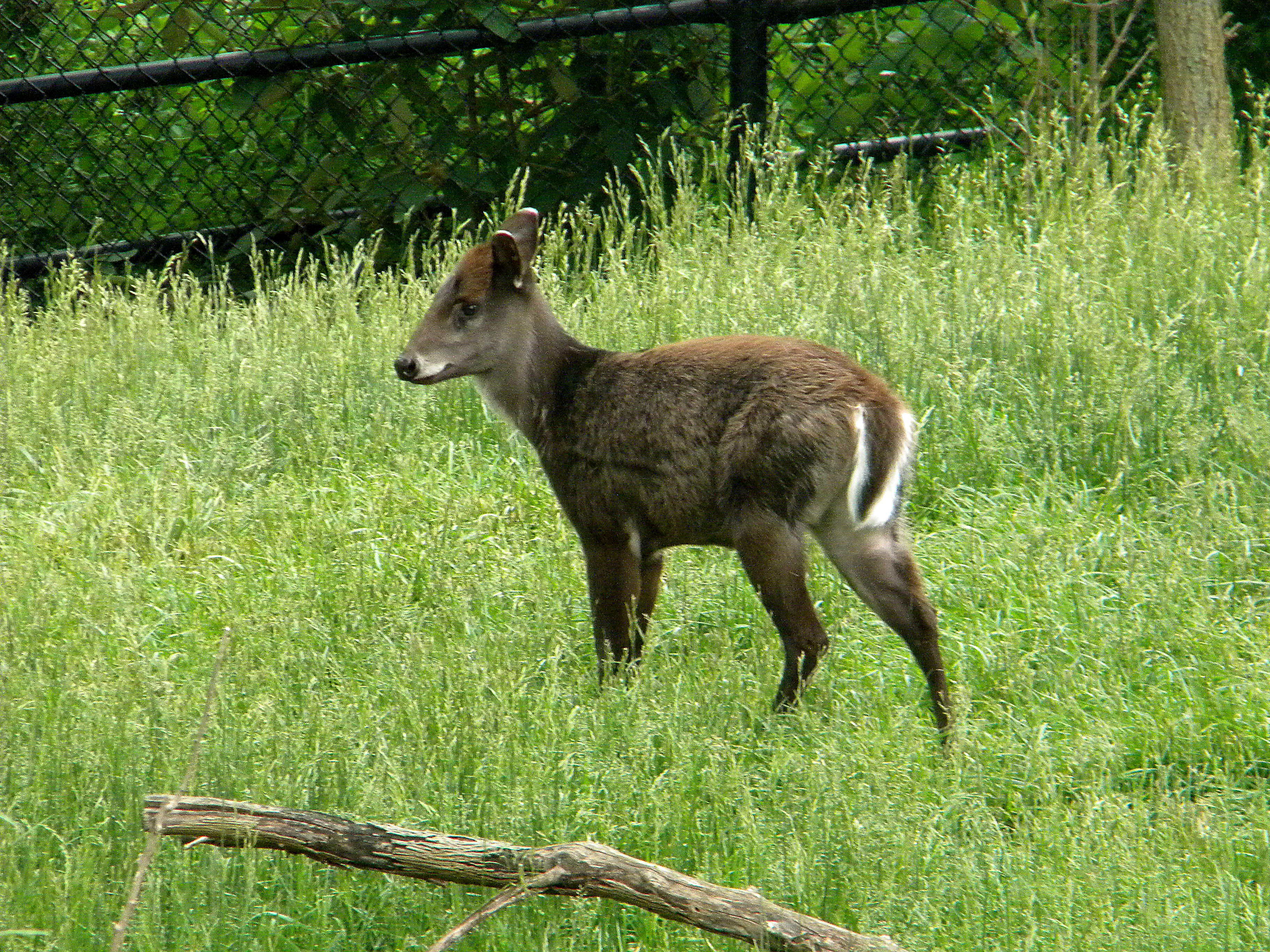
Schopfhirsch
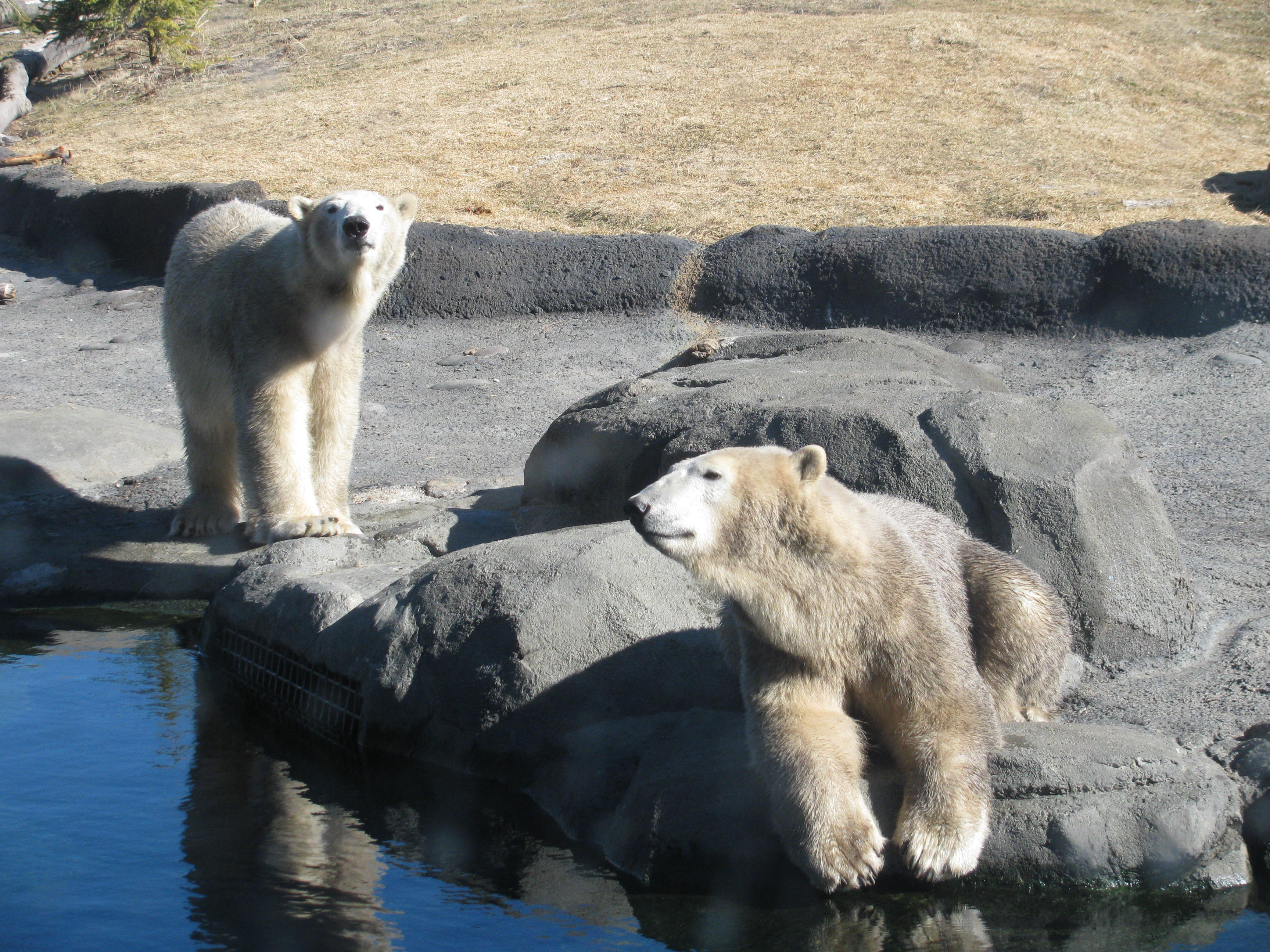
Eisbären
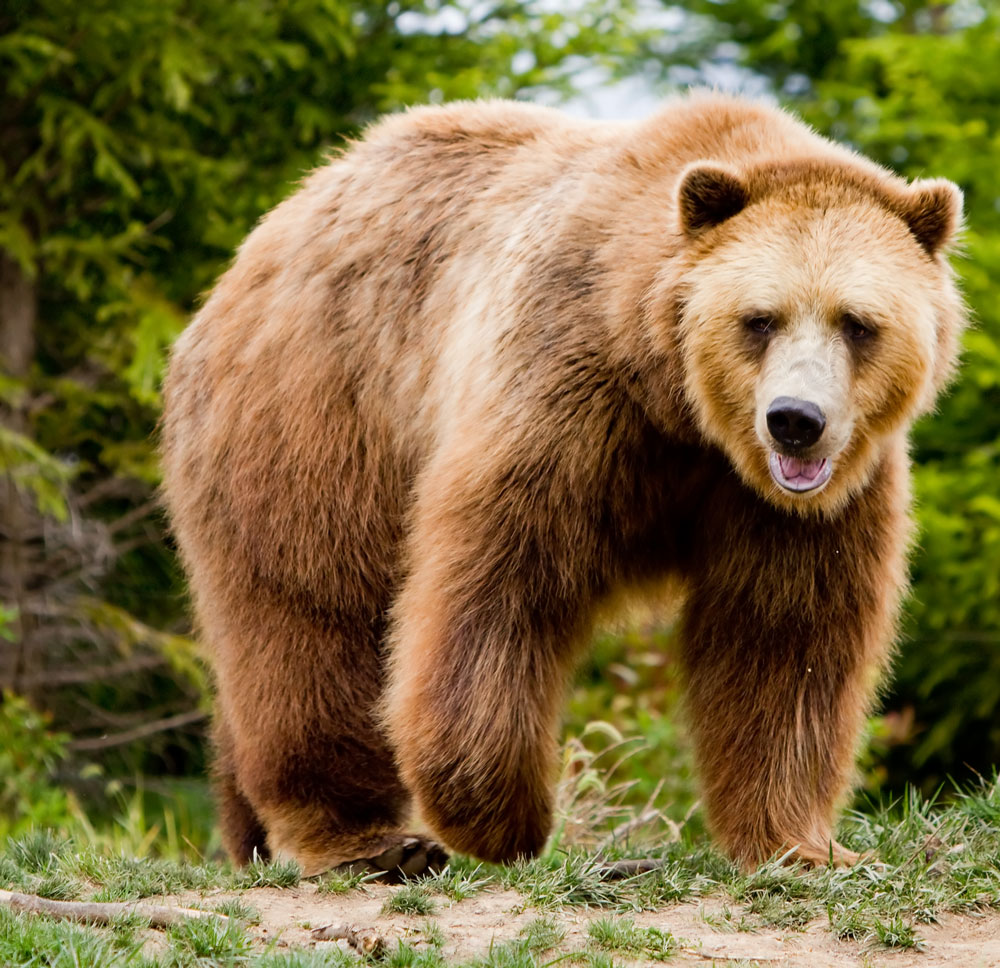
Braunbär
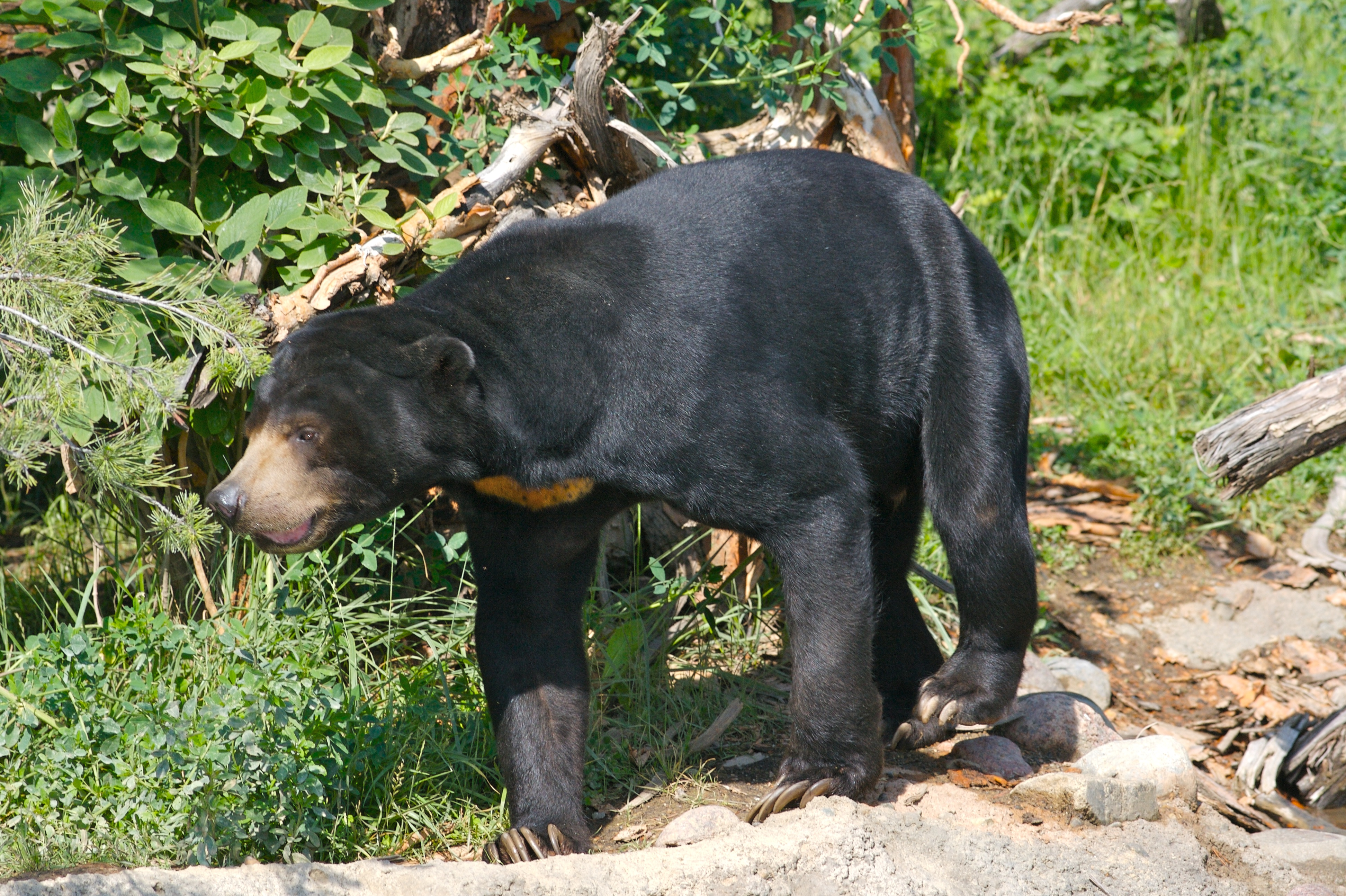
Malaienbär
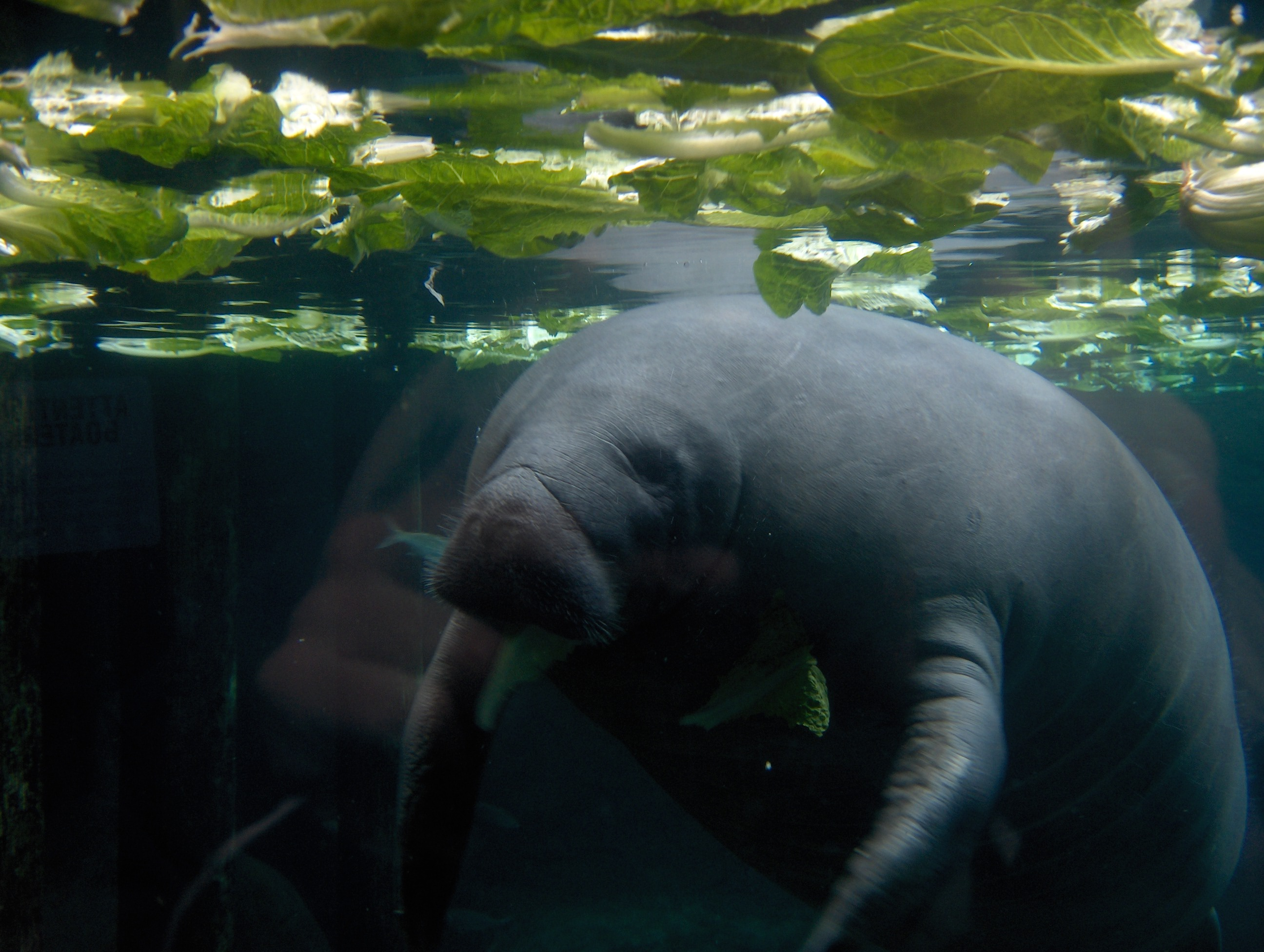
Karibik-Manati
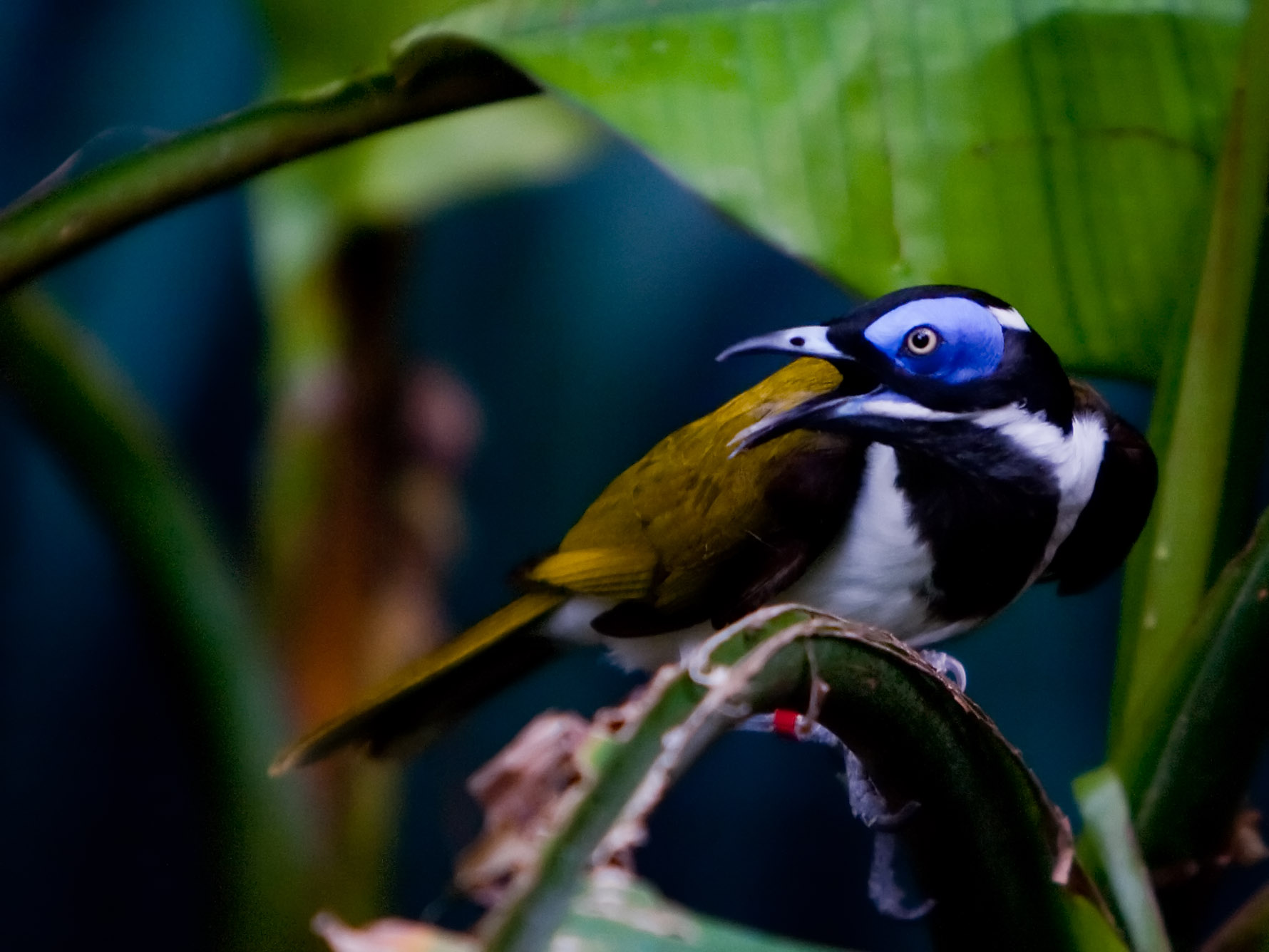
Blauohr-Honigfresser
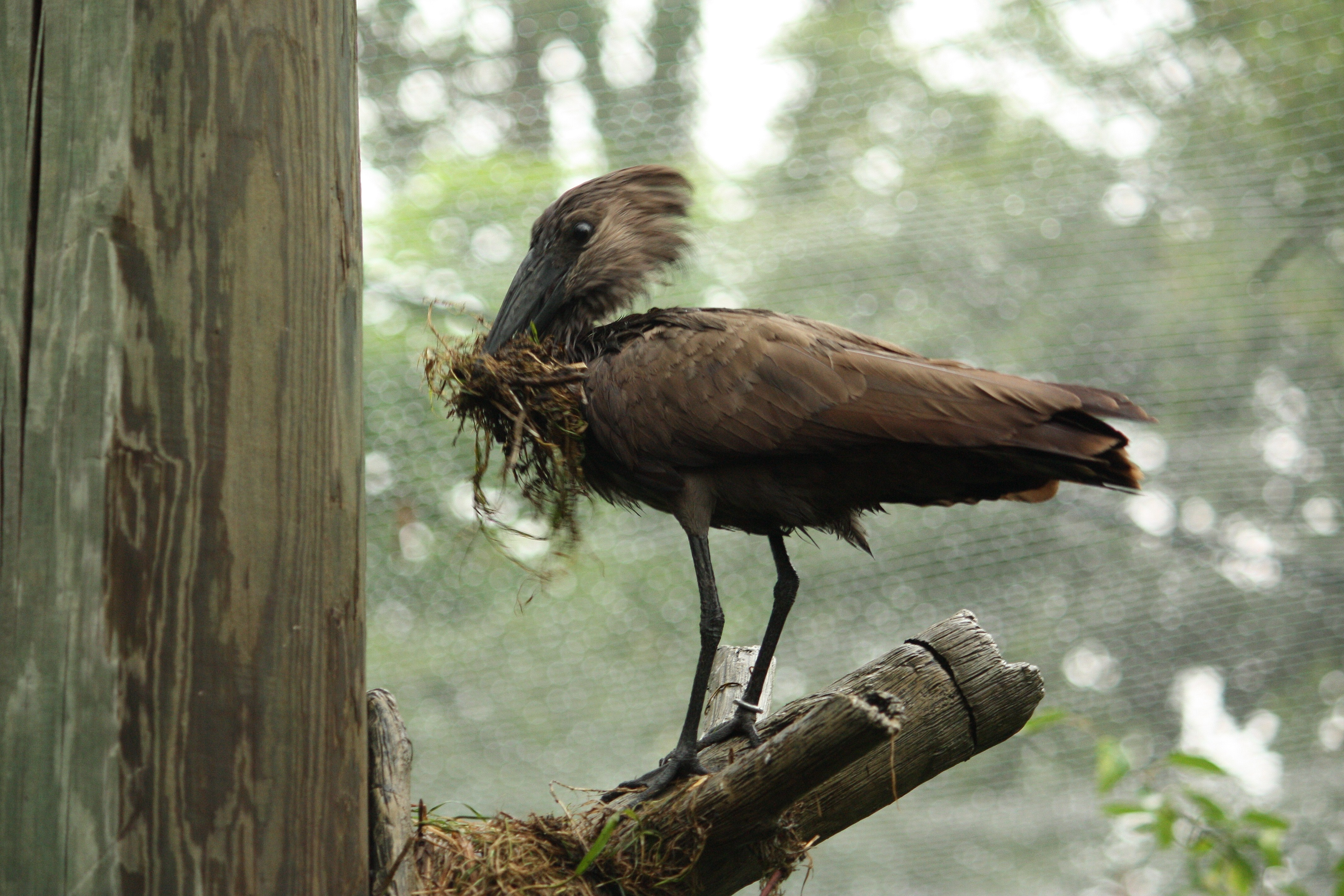
Hammerkopf beim Nestbau